# Jati (onderdistrict van Kudus)
Jati is een onderdistrict (kecamatan) in het regentschap Kudus in de Indonesische provincie Midden-Java op Java, Indonesië.
| Plaats code | Naam kelurahan, plaatsen en dorpen | Inwoners in 2010 |
| ----------- | ---------------------------------- | ---------------- |
| 001         | Tanjung Karang                     | 5.085            |
| 002         | Jetis Kapuan                       | 3.204            |
| 003         | Loram Kulon                        | 7.810            |
| 004         | Jati Wetan                         | 8.221            |
| 005         | Jati Kulon                         | 8.126            |
| 006         | Pasuruhan Lor                      | 10.486           |
| 007         | Pasuruhan Kidul                    | 3.736            |
| 008         | Ploso                              | 7.302            |
| 009         | Getas Pejaten                      | 10.664           |
| 010         | Loram Wetan                        | 9.273            |
| 011         | Jepang Pakis                       | 8.878            |
| 012         | Megawon                            | 4.977            |
| 013         | Tumpang Krasak                     | 6.257            |
| 014         | Ngembal Kulon                      | 5.447            |